# (1073) Gellivara
(1073) Gellivara – planetoida z pasa głównego asteroid okrążająca Słońce w ciągu 5 lat i 244 dni w średniej odległości 3,18 au. Została odkryta 14 września 1923 roku w Obserwatorium Uniwersyteckim w Wiedniu przez Johanna Palisę. Nazwa planetoidy pochodzi od osady Gällivare w szwedzkiej Laponii, gdzie 29 czerwca 1927 astronomowie z kilku krajów wspólnie obserwowali całkowite zaćmienie Słońca. Przed nadaniem nazwy planetoida nosiła oznaczenie tymczasowe (1073) 1923 OW.